# Estadio Adérito Sena
El estadio Adérito Sena es un campo de fútbol situado en la Avenida 12 de Setembro, de la ciudad de Mindelo en la isla de São Vicente de Cabo Verde. Es un estadio certificado por la FIFA para la celebración de partidos internacionales.
En este campo se disputan los partidos de fútbol de los diferentes campeonatos organizados por la asociación regional de fútbol de São Vicente.

## Historia
Hasta el año 1992 las instalaciones se llamaban campo da Fontinha, que fue cambiado a su actual denominación en honor a Adérito Carvalho de Sena, que fue un deportista de Mindelo.
En el año 2007 se hicieron las obras precisas para la colocación del césped artificial, también se colocaron los asientos en las gradas y se remodelaron los vestuarios.